# Body of Lies
Body of Lies är en amerikansk thrillerfilm från 2008. Huvudrollerna spelas av Leonardo DiCaprio och Russell Crowe och filmen är regisserad av Ridley Scott.

## Handling
Filmen handlar om en CIA-agent som skickas till Jordanien för att spåra en eftersökt terrorist. När han får hjälp av en av Jordaniens hemliga agenter skapas ett nervöst professionellt förhållande som leder till både kulturella och moraliska konfrontationer mellan de båda männen.

## Medverkande
- Leonardo DiCaprio - Roger Ferris
- Russell Crowe - Ed Hoffman
- Mark Strong - Hani
- Golshifteh Farahani - Aisha
- Oscar Isaac - Bassam
- Ali Suliman - Omar Sadiki